# Mijn dorpje in de Kempen
Mijn dorpje in de Kempen is een Nederlandstalig liedje van de Belgische zanger Louis Neefs uit 1960.
Het liedje verscheen ook op zijn album Ein Kleines Kompliment.

## Meewerkende artiesten
- Roland Kluger (producer)